# Ъ

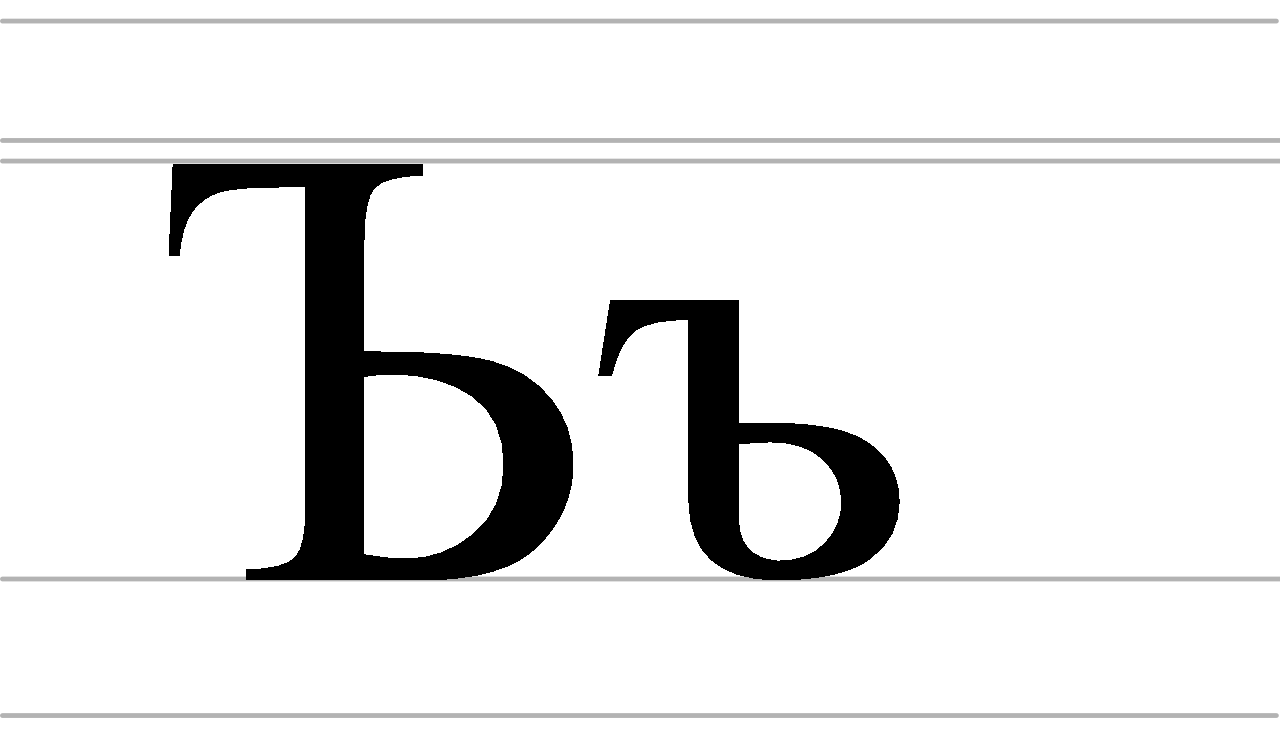
La letra Ъ o ъ, del alfabeto cirílico.

La letra Ъ o ъ, (yer posterior) (cursiva Ъ, ъ)del alfabeto cirílico, también designada como jer, es denominada el signo duro (en ruso: твёрдый знак, romanizado: tvjordij znak) en los alfabetos ruso y rusino modernos y jer goljam (ер голям, "yer grande") en el alfabeto búlgaro. Esta letra es denominada yer posterior (ер обратный, jer obratnyj) en la ortografía rusa prerreformada, en antiguo eslavo oriental, y antiguo eslavo eclesiástico.
Originalmente la yer se utilizaba para hacer referencia a una vocal redonda media de tipo ultra corto o reducida. Su compañera es la yer anterior, actualmente denominada signo suave (мягкий знак, mjagkij znak) en ruso y er malək en búlgaro (Ь, ь), la cual originalmente también era una vocal reducida, más frontal que la ъ, y la cual actualmente es utilizada para marcar la palatalización de consonantes en todas las lenguas eslavas escritas con alfabeto cirílico, con excepción del serbio y macedonio, en los cuales no se la utiliza aunque ha dejado rastros en las letras њ y љ. En la filología eslava las dos vocales reducidas son denominadas en forma conjunta las yers, jers o ers .

## Uso
Esta es la letra menos usada del ruso, puesto que sólo el 0,02% de las palabras usan.